# Accidente del Boeing B-17 Flying Fortress de octubre de 2019
El 2 de octubre de 2019, un Boeing B-17 Flying Fortress se estrelló en el Aeropuerto Internacional Bradley, Windsor Locks, Connecticut, Estados Unidos. Siete de las trece personas a bordo murieron. El avión era propiedad privada de la Fundación Collings, que transporta habitualmente a personas que desean volar en aparatos antiguos.
El accidente tuvo lugar apenas a los cinco minutos de haber despegado el avión del aeropuerto de Bradley. En ese momento, el piloto de la aeronave informó que había ocurrido un problema, por lo que trató de volver a la pista de forma segura. Tras este intento y después de dar varias vueltas, intentó aterrizar de emergencia, pero perdió el control del avión.

## Aeronave y tripulación

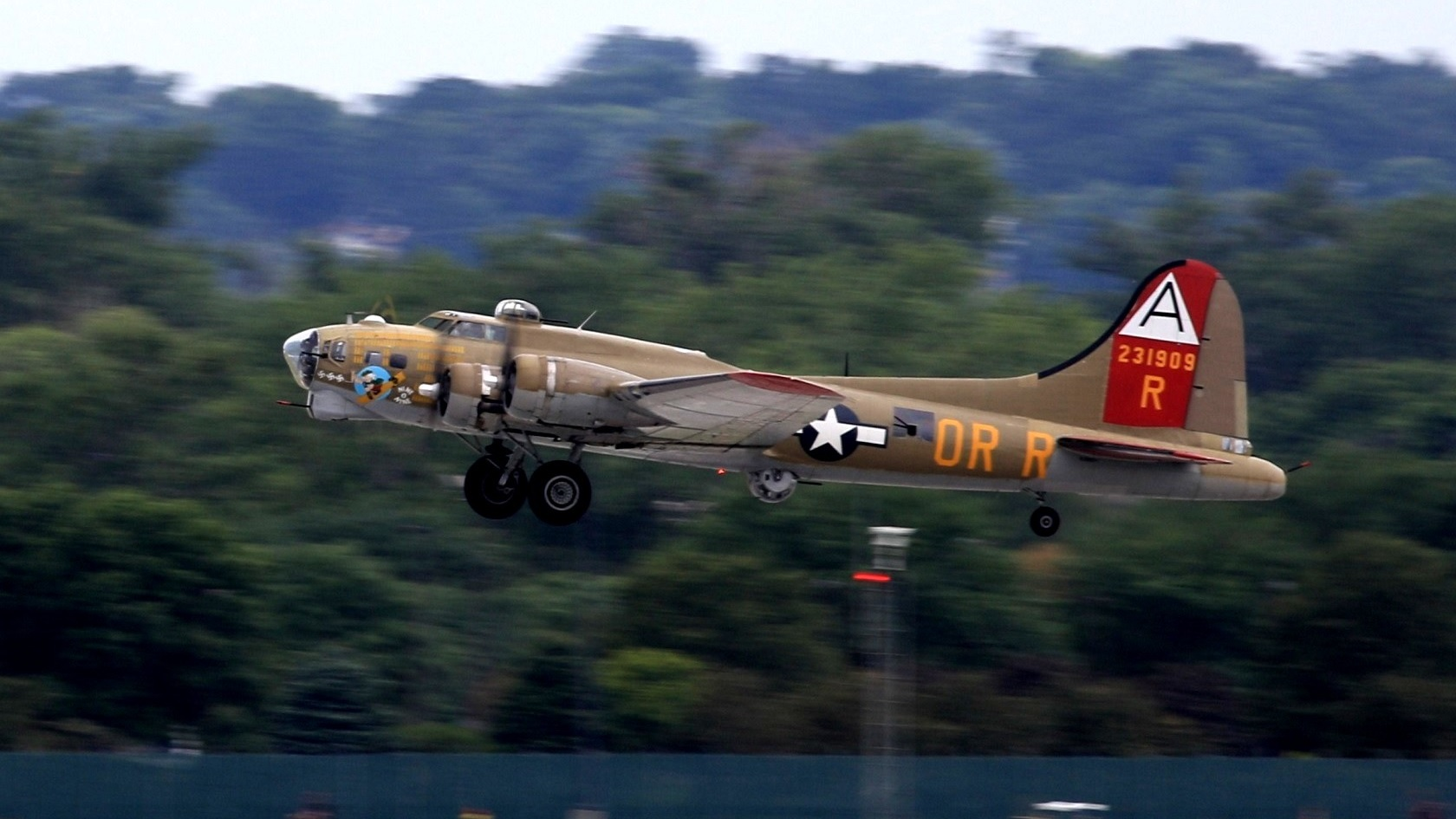
El avión accidentado, en 2015, pintado como Nine-O-Nine, un avión del mismo modelo famoso por su actividad en la Segunda Guerra Mundial.

El avión involucrado era un Boeing B-17 Flying Fortress de 74 años, número de serie militar 44-83575 (variante B-17G-85-DL) con registro civil N93012. El avión fue pintado como una representación de un B-17G diferente, Nine-O-Nine con el número de serie militar 42-31909 (variante B-17G-30-BO), que había sido desechado poco después de la II Guerra Mundial. Fue operado por la Fundación Collings, y había estado involucrado en dos accidentes anteriores. El 23 de agosto de 1987, N93012 invadió la pista de aterrizaje en el aeropuerto del condado de Beaver en Pittsburgh, Pennsylvania, y el 9 de julio de 1995, se dañó al aterrizar en el Aeropuerto Karl Stefan Memorial, Norfolk, Nebraska, debido a un mal funcionamiento del tren de aterrizaje. El accidente del 2 de octubre de 2019 y el incendio resultante destruyeron la mayor parte del avión salvo el ala izquierda y la cola.

## Accidente

El equipo de investigación de la NTSB en la zona de impacto.

El avión despegó del Aeropuerto Internacional Bradley, Windsor Locks, Connecticut a las 09:48 hora local en un vuelo local. Llevaba tres tripulantes y diez pasajeros. El piloto informó dificultades para ganar altura y regresó al aeropuerto. Un testigo informó que el motor n.º 4 estaba chisporroteando y humeando. A las 09:54, el avión se estrelló contra un edificio en el Aeropuerto Internacional Bradley y se incendió mientras intentaba regresar a la pista 6. Siete ocupantes murieron en el accidente y los seis restantes resultaron heridos. lo suficientemente grave como para ser llevado al hospital, incluido uno que fue trasladado en avión. Una persona en el suelo resultó herida. El aeropuerto estuvo cerrado durante tres horas y media después del accidente.

## Investigación
La Junta Nacional de Seguridad en el Transporte (NTSB) abrió una investigación sobre el accidente. Un equipo fue enviado al Aeropuerto Internacional Bradley, encabezado por Jennifer Homendy.
La NTSB emitió su informe preliminar el 15 de octubre. El combustible recuperado de los tanques para el motor n.º 3 parecía libre de contaminación por agua y escombros, y era consistente con 100LL avgas en olor y apariencia. El camión de combustible que había repostado la aeronave con 160 galones estadounidenses (130 gal. imp.; 610 L) de 100LL antes del vuelo, fue puesto en cuarentena, pero la NTSB no encontró anomalías en el suministro de combustible ni en el equipo, y los pilotos no informaron problemas de motor de otra aeronave repostada desde el mismo camión antes o después del accidente. Durante el vuelo, el piloto del accidente informó que el motor n.º 4 tenía una «magnitud aproximada» que se refería a un magneto en ese motor. La NTSB informó que las palas de la hélice del motor n.º 3 estaban cerca de las plumasposición, y las palas de la hélice del motor n.º 4 estaban en la posición de plumas. La aeronave había aterrizado con los flaps en posición retraída y el tren de aterrizaje extendido.
En marzo de 2020, la FAA revocó el permiso de la Fundación Collings para transportar pasajeros, citando numerosas preocupaciones de seguridad y señalando que permitir a los pasajeros «afectaría negativamente la seguridad». Los investigadores encontraron deficiencias sustanciales en las prácticas de seguridad de la fundación: el personal clave ignoraba el programa de mantenimiento de la organización y la «información básica sobre las operaciones». El magneto izquierdo del motor n.º 4 había sido «manipulado» con cable de seguridad y no funcionaba, mientras que el magneto derecho resultó ser útil, produciendo una chispa débil o nula en cuatro de los nueve cilindros que se suponía que debía disparar. Todas las bujías de los motores n.º 3 y n.º 4 tenían huecos.limpieza inadecuada y necesaria, y se encontró evidencia de detonación. La inspección del motor n.º 3 también reveló problemas con los cilindros.